# Police Academy 6 – Widerstand zwecklos
Police Academy 6 – Widerstand zwecklos (Originaltitel: Police Academy 6: City Under Siege) ist ein US-amerikanischer Spielfilm aus dem Jahr 1989. Er ist der sechste Teil der Reihe und blieb fünf Jahre lang auch der letzte. Der Film startete im Juli 1989 in den bundesdeutschen Kinos.

## Handlung
Die Wilson Heights Gang überzieht die Stadt mit einer Verbrechenswelle. Captain Harris, dem die Versetzung weg von Lassards Akademie in ein Revier geglückt ist, gelingt es nicht, die Bande zu erwischen, was auch in der Presse breitgetreten wird. Der Gouverneur hat deswegen eine externe Gruppe gebeten, sich der Sache anzunehmen. Zum Entsetzen von Harris stellt sich heraus, dass es sich um Commandant Lassard und sein Team handelt.
Die Teammitglieder sind
- Moses Hightower
- Nick Lassard
- Debbie Callahan
- Larvell Jones
- Laverne Hooks
- Tackleberry
- Douglas Fackler

Schon beim ersten Meeting zeigt sich, dass Harris am liebsten selbst die Leitung des Einsatzes übernehmen möchte. Hinzu kommt auch noch Commissioner Hurst, der ebenfalls an der Besprechung teilnimmt. Es wird absolutes Stillschweigen über den Stand der Ermittlungen befohlen.
Derweil begeht die Wilson Heights Gang ihren nächsten Überfall, eine Bank, und stiehlt dabei 190.000 US-Dollar. Die Zeugenaussagen legen den Schluss nahe, dass die drei Gangster nicht in Eigenregie handeln, sondern von jemandem im Hintergrund gesteuert werden. In ihrem schummrigen Geheimversteck sehen die drei Geld zählenden Ganoven ihren Chef (Mastermind genannt) nur als dunklen schattigen Umriss mit Hut durch eine milchige Scheibe.
Harris arbeitet nebenbei gegen Lassard und sucht den Bürgermeister auf, um ihn davon zu überzeugen, dass Lassard eine Behinderung der Ermittlungen darstellt. Der Bürgermeister sagt ihm, dass er Lassard nur zurückbeordern kann, wenn Harris Beweise bringt.
Die weiteren Ermittlungen ergeben nichts, und Hurst ist davon nicht begeistert.
Nick Lassard weist darauf hin, dass der wertvolle Zimbazwi-Diamant in die Stadt kommt und damit einen hervorragenden Köder abliefern würde. Die Polizisten versuchen als Wächter verkleidet, die Bande auf frischer Tat zu ertappen. Harris und Proctor werden aber durch den Diebstahlalarm eines Autos abgelenkt, während die Verbrecher mit einem Laser den Boden des Fahrzeugs aufschneiden, in dem der wertvolle Gegenstand transportiert wird, den Diamanten stehlen und durch die Kanalisation entkommen.
Nick und Eric Lassard wird klar, dass es ein Leck in der Einsatzgruppe gibt. Nick fährt mit den anderen hinaus und begibt sich auf Beobachtungsposten. Er hat eine Ahnung, dass hier etwas passieren muss, will aber den anderen nichts davon sagen, woher er diese Ahnung hat. In der Tat überfällt die Gang ein Juweliergeschäft dort. Aus irgendeinem Grund verfolgen die Überfälle die alte Buslinie Nr. 51. Nick stellt die Gangster mit den anderen. Die Festnahme schlägt aber fehl.
In der folgenden Einsatzbesprechung ist auch der Bürgermeister anwesend. Hurst teilt den Polizisten mit, dass man schon länger ein Leck vermutet und nun die Büros der Beteiligten durchsucht habe. Dabei sei in Eric Lassards Büro gestohlener Schmuck gefunden worden. Der Bürgermeister suspendiert daraufhin vorläufig Lassards Team.
Diese beschließen, die Anschuldigungen gegen Lassard auf eigene Faust zu untersuchen. Im Stadtarchiv finden sie heraus, dass eine geplante Bahnlinie wie eine alte Buslinie verlaufen soll. Da Grundstücke entlang der geplanten Strecke sehr wertvoll sein werden und Grundstückspreise in Gegenden mit hoher Kriminalitätsrate sinken, gehen sie davon aus, dass jemand die Preise durch die Verbrechen nach unten drücken möchte, um dann einen erheblichen Gewinn einzustreichen, wenn die Verbrechensserie aufgehört hat und die Grundstückspreise durch die neue Verkehrsanbindung deutlich gestiegen sind. Bei der Firma, die die Grundstücke gekauft hat, finden sie heraus, dass die Verbrecher planen, die Stromversorgung der ganzen Stadt lahmzulegen. Dies passiert auch kurz danach.
Die Polizisten werden daraufhin zu anderen Einsätzen gerufen, um in der nun dunklen Stadt für Ordnung zu sorgen. Nick entdeckt die drei Gangster, während er auf Fußstreife ist. Die Polizisten nehmen die Verfolgung durch die Kanalisation auf und verhaften die Gang.
Die Verfolgungsjagd mit Mastermind endet im Büro von Commissioner Hurst, der schon an seinem Schreibtisch sitzt und Zigarre raucht. Es handelt sich um Mastermind, der eine Maske trägt. Wenige Sekunden später kommt der echte Commissioner ins Büro. Sie nehmen Mastermind fest, der sich als der Bürgermeister herausstellt. Nun kommt heraus, dass Harris das Leck war, da er Informationen an den Bürgermeister weitergegeben hat. Der Bürgermeister ist nun völlig durchgedreht und lacht irre. Commissioner Hurst setzt die Truppe wieder in ihre Ämter ein.

## Eigenschaften
Wie sein Vorgänger zeichnet sich dieser Film auch durch einige Besonderheiten aus, die ihn vor allem von den ersten vier Police-Academy-Filmen unterscheiden.

### Besetzung
- siehe auch: Police-Academy-Charaktere
- Wie schon im Vorgängerfilm fehlt die vormals zentrale Figur des Carey Mahoney. Dafür hat der in seinen Charakterzügen ähnliche Nick Lassard seinen zweiten Auftritt.
- Es werden keine neuen Figuren eingeführt, die Bestand haben.
- Mit Tommy „House“ Conklin ist zudem ein weiterer Weggang zu verzeichnen.
- Allgemein ist der Film arm an Charakteren. Die Bösewichte und der Bürgermeister sind die einzigen Figuren, die nicht schon aus einem der vorigen Filme bekannt sind. Im Gegensatz zu allen vorigen Filmen gibt es keine neuen Figuren, die auf Seite der Guten mitwirken.
- Eine Anlehnung an die vorigen Filme ist das Wiedersehen mit zwei Nebenfiguren, Douglas Fackler und Max Kirkland. Fackler wurde mit den anderen Hauptfiguren im ersten Film ausgebildet und war in den Teilen 2 und 3 auch zu sehen, wo er auch schon durch Missgeschicke auffiel. In diesem Film wird dies noch weiter verstärkt, in dem er mit seiner Tollpatschigkeit viele kleine Kettenreaktionen mit fatalem Ausgang anstößt, was das ganze Revier in Angst und Schrecken versetzt, wenn Fackler auftaucht. Trotz seiner Stellung als Mitglied von Lassards Team spielt er wie in den älteren Filmen auch nur eine untergeordnete Rolle. Kirkland ist wie in den Filmen 2 bis 4 als Tackleberrys Schwiegervater zu sehen. Seine Rolle fiel allerdings noch kleiner aus als dort. In diesem Film hat er nur eine Szene. Police Academy 6 ist auch der letzte Film, in dem der Darsteller von Max Kirkland, Arthur Batanides, vor seinem Tod mitwirkte.

### Unterschiede und Parallelen zu den vorangegangenen Filmen
- Harris und Proctor sind keine ernst zu nehmenden Kontrahenten mehr. In jeder Szene, in der sie vorkommen, machen sich die beiden in irgendeiner Weise lächerlich.
- Wie schon im fünften Film gibt es einen klar gezeichneten Bösewicht, der den Polizisten als direkter Gegner gegenübersteht. In den ersten vier Filmen waren die Bösewichte vergleichsweise unwichtig und meist namenlos.
- Der Film erschien, als gerade die zu Police Academy gehörende Cartoonserie im US-amerikanischen Fernsehen lief. Sowohl die Bösewichte als auch die Kampfszenen tragen cartoonartige Züge.
- Die Loslösung von dem Thema Polizeiausbildung und der Akademie als solche ist stärker als in allen anderen Filmen. Dieser ist der einzige Film, in dem weder Lassards Büro noch die Akademie selbst zu sehen sind. Lediglich die Szene, in der Debbie Callahan im Fitnessstudio trainiert, könnte in der Academy spielen.
- Der Schwulenclub Blue Oyster Bar, der ein Running Gag der ersten vier Filme war, fehlt hier wie auch schon im fünften Film.
- Slapstick spielt eine noch größere Rolle als in den ersten Filmen.
- Im Gegensatz zu den anderen beiden Filmen nach dem Ausstieg von Steve Guttenberg alias Carey Mahoney spielt der Film wieder in der unbenannten Stadt, also wie alle Police Academy-Filme bis zum 4. Teil.
- Erstmals findet „richtige“ Polizeiarbeit in Form von Strategieplanungen und verdeckter Ermittlung statt. In allen vorangegangenen Filmen bestand die Arbeit der Polizisten im Wesentlichen darin, Verbrecher zu stellen, die ihre Taten praktisch öffentlich begehen. Er ähnelt damit auch etwas dem zweiten Teil, wo die frisch ausgebildeten Polizisten erstmals zum Einsatz kamen.
- Der 6. Film ist der einzige der Serie, in dem es keinen Flirt gibt. In allen anderen Filmen flirtet einer der männlichen Sympathieträger mit einer Frau, was auch immer Erfolg hat. Nebenher hat Debbie Callahan mehrere Affären und Romanzen.
- Harris ist wie im 4. Film auch Leiter eines Polizeireviers, der Proctor als seinen Assistenten hat.
- Das Büro von Commissioner Hurst ist ein anderes als das im 5. Film.

### Handwerkliche Fehler und Ungereimtheiten
Eine Gemeinsamkeit mit seinem Nachfolger hat dieser Film insofern, als sich in der Handlung einige offenkundige Ungereimtheiten befinden:
Billy Bird ist hier in einer anderen Rolle zu sehen als in Teil 4, wo sie Mrs Feldmann, eine Bürgerin auf Patrouille, darstellt.
- Die Undercover-Aktion am Union Tower steht ohne Zusammenhang zum Rest der Geschichte, da kein Grund genannt wurde, wieso man dort operieren sollte. Es entsteht der Eindruck, diese Szene sei nur als Gag für Harris und Proctor eingebaut worden.
- Der Diamant, der gestohlen wird, ist laut Beschriftung 116.666 Karat schwer, was über 100-mal schwerer ist als jeder reale Diamant. Dies mag eine weitere Referenz an die Comicserie sein, da in Cartoons mit solchen Elementen vielfach gespielt wird.
- Larvell Jones führt eine Stand-up-Comedy in einem Club auf, als der Strom in der Stadt ausfällt. Dennoch funktioniert die Verstärkeranlage, was die ganze Situation ad absurdum führt.
- In einer Szene hängt das Namensschild von Hightower herunter, in der nächsten ist es wieder gerade und kurz danach hängt es wieder runter.

### Zusammenfassung
Der Film ist in gewisser Hinsicht eine Neuauflage des zweiten Films mit Elementen einer Comicserie. Allerdings spielen die wichtigen Elemente der ersten vier Filme wie Polizeiausbildung keine Rolle mehr. Der Film unterscheidet sich auch erheblich von seinem Vorgänger. Er ist somit wiederum etwas weitgehend Neues und steht nur in losem Zusammenhang mit den ersten Filmen der Serie.

## Synchronisation
| Rolle                      | Schauspieler        | Synchronsprecher       |
| Eric Lassard               | George Gaynes       | Paul Bürks             |
| Moses Hightower            | Bubba Smith         | Helmut Krauss          |
| Eugene Tackleberry         | David Graf          | Michael Nowka          |
| Larvell Jones              | Michael Winslow     | Joachim Tennstedt      |
| Debbie Callahan            | Leslie Easterbrook  | Monica Bielenstein     |
| Laverne Hooks              | Marion Ramsey       | Philine Peters-Arnolds |
| Lt. Proctor                | Lance Kinsey        | Christian Tramitz      |
| Nick Lassard               | Matt McCoy          | Arne Elsholtz          |
| Douglas Fackler            | Bruce Mahler        | Stefan Krause          |
| Thaddeus Harris            | G. W. Bailey        | Jürgen Kluckert        |
| Commissioner Hurst         | George R. Robertson | Eric Vaessen           |
| Bürgermeister / Mastermind | Kenneth Mars        | Edgar Ott              |
| Ace                        | Gerrit Graham       | Lutz Riedel            |
| Ox                         | Darwyn Swalve       | Karl Schulz            |
| Mrs. Stanwyck              | Billie Bird         | ???                    |

## Kritik
Der Negativtrend, dass jede der Police-Academy-Fortsetzungen sich schlechter als ihr Vorgänger in der IMDb positionierte, geht in diesem Film weiter. Er war dort auch lange Zeit in der Liste der 100 schlechtesten Filme verzeichnet, ist aber mittlerweile herausgefallen. Er schneidet aber mit 4,4 von 10 möglichen Punkten (Stand: 30. Dezember 2019) dennoch schlecht ab. Bei Rotten Tomatoes bewertet ihn keiner der Kritiker als positiv, was zu einer Wertung von 0 % (Stand: 30. Dezember 2019) führt.

„Die Lacher gehen nach wie vor auf das Konto von Versagern und arroganten Aufschneidern "im Dienst", die dem chaotischen Führungsstil zusätzlich ins Handwerk pfuschen.“

## Personen

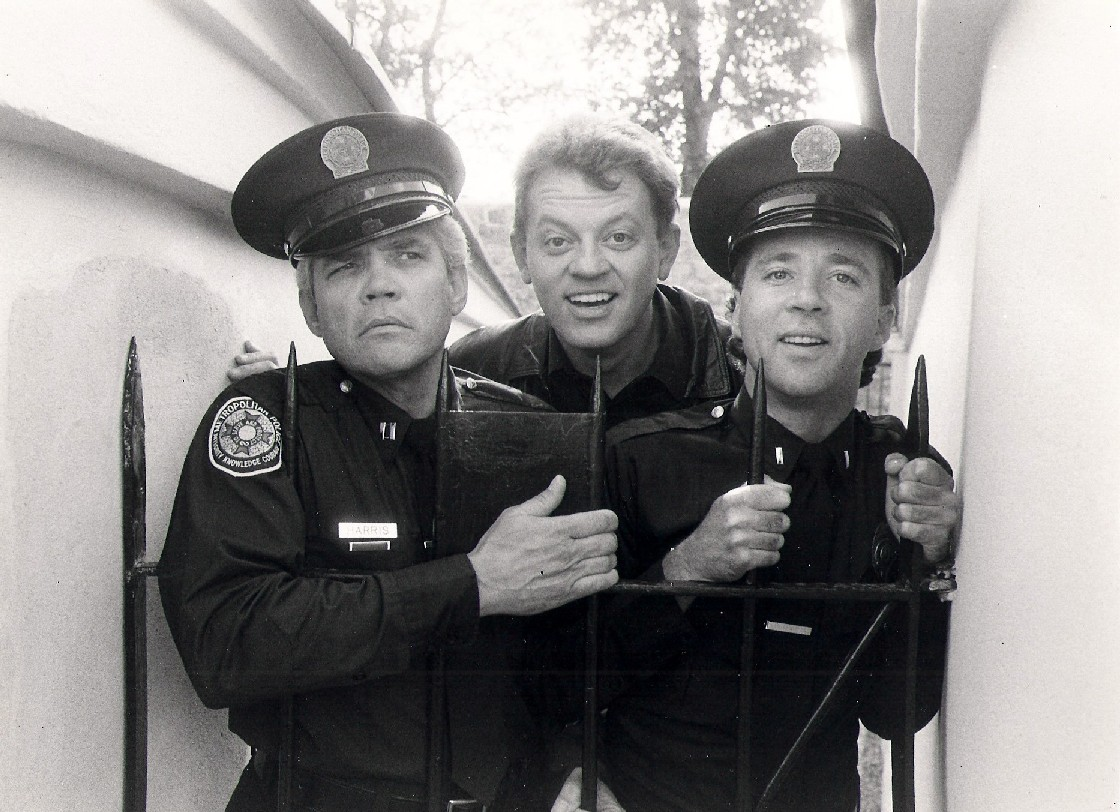
In diesem Teil zum letzten Mal gemeinsam vor der Kamera: G. W. Bailey, David Graf und Lance Kinsey (v.l.n.r)

Neben der schon angesprochenen Rückkehr der beiden Nebenfiguren Max Kirkland und Douglas Fackler gibt es ein Wiedersehen mit Nick Lassard, der nun Polizist in der Stadt ist.
Folgende weitere wichtige Personen treten auf:
- Ace (Gerrit Graham), Flash (Brian Seeman) und Ox (Darwyn Swalve): Die Drei bilden die Wilson Heights Gang, die im Auftrag von Mastermind die Stadt mit einer Serie von Überfällen überziehen. Sie sind nicht sonderlich intelligent, vielmehr kindisch. Ace ist am ehesten der Kopf der Bande. Flash zeichnet sich durch besondere akrobatische Fähigkeiten aus. Er macht gewagte Sprünge und ist geschickt mit dem Lasso. Ox ist einfach schwer, groß und stark, ansonsten aber eher einfältig.
- Der Bürgermeister/Mastermind (Kenneth Mars): Er gibt sich äußerlich als Idiot, der sogar einfachste Wörter vergisst. Er baut mit Leidenschaft Modellschiffe. Im Hintergrund verfolgt er als Mastermind und Auftraggeber der Wilson Heights Gang die Absicht, durch die Verbrechensserie die Grundstückspreise so weit nach unten zu drücken, dass er ein gutes Geschäft macht, wenn er die billig gekauften Grundstücke später dann wieder veräußert.

Eine Besonderheit ist die von Billie Bird gespielte Mrs. Stanwyck, deren Rolle sich darauf beschränkte, dass sie bei einem Empfang zugegen ist, den sie sterbenslangweilig findet. Obwohl diese Figur von derselben Schauspielerin dargestellt wird wie Mrs. Lois Feldman im vierten Film, trägt sie hier einen anderen Namen. Dies stellt eine Ausnahme innerhalb der Police-Academy-Filme dar, wo sonst eine Figur immer nur vom selben Darsteller gespielt wird und auch jeder Schauspieler nur eine Figur verkörpert.